# Мамадиш
Мамадиш (рус. Мамадыш) град је у Русији у Татарстану. Према попису становништва из 2010. у граду је живело 14435 становника.

## Становништво
| 1939. | 1959. | 1970. | 1979.  | 1989.  | 2002.  | 2010.  |
| ----- | ----- | ----- | ------ | ------ | ------ | ------ |
| 7.700 | 9.023 | 9.663 | 10.326 | 11.835 | 13.509 | 14.435 |